# Liste der denkmalgeschützten Objekte in Markersdorf-Haindorf
Die Liste der denkmalgeschützten Objekte in Markersdorf-Haindorf enthält die 8 denkmalgeschützten, unbeweglichen Objekte der niederösterreichischen Gemeinde Markersdorf-Haindorf.

## Denkmäler
| Foto |                 | Denkmal                                                                                | Standort                                         | Beschreibung | Metadaten |
| ---- | --------------- | -------------------------------------------------------------------------------------- | ------------------------------------------------ | --- | --- |
| ja   | Datei hochladen | Pfarrhof Haindorf HERIS-ID: 49860 Objekt-ID: 54114                                     | Haindorf 20 Standort KG: Haindorf                | Der Pfarrhof von Haindorf wurde im 13. Jahrhundert errichtet, um 1770 aufgestockt und nach 1993 unter Anleitung des Bundesdenkmalamtes originalgetreu restauriert. | BDA-Hist.: Q38036532 Status: § 2a Stand der BDA-Liste: 2025-06-30 Name: Pfarrhof GstNr.: 2 Pfarrhof Haindorf                                                    |
| ja   | Datei hochladen | Kath. Pfarrkirche hll. Petrus und Paulus und Friedhof HERIS-ID: 60780 Objekt-ID: 73159 | Haindorf 20, neben Standort KG: Haindorf         | Die Pfarrkirche von Haindorf (Patrozinium: hll. Petrus und Paulus), ein spätromanischer Bau des frühen 13. Jahrhunderts mit gotischen und das gesamte Erscheinungsbild prägenden barocken Veränderungen, verfügt über ein einschiffiges Langhaus mit romanischen Schlitzfenstern und frühbarockem Kreuzgratgewölbe, einen gerade geschlossenen Chor mit frühgotischem Kreuzrippengewölbe, einen südlich an den Chor angefügten gotischen Turm mit spätbarockem Glockengeschoß und einer Zwiebelhaube aus dem 18. Jahrhundert, sowie über eine einheitlich barockisierende Fassade. | BDA-Hist.: Q38093016 Status: § 2a Stand der BDA-Liste: 2025-06-30 Name: Kath. Pfarrkirche hll. Petrus und Paulus und Friedhof GstNr.: 3, 4 Pfarrkirche Haindorf |
| ja   | Datei hochladen | Pranger HERIS-ID: 60945 Objekt-ID: 73332                                               | Marktplatz 1, bei Standort KG: Markersdorf       | Auf erneuertem Sockel abgefaster Pfeiler von 1696 auf dem Marktplatz. | BDA-Hist.: Q38093748 Status: § 2a Stand der BDA-Liste: 2025-06-30 Name: Pranger GstNr.: 225 Pranger Markersdorf                                                 |
| ja   | Datei hochladen | Kath. Pfarrkirche hl. Martin HERIS-ID: 60944 Objekt-ID: 73331                          | Marktplatz 1 Standort KG: Markersdorf            | Über romanischem Vorgängerbau errichteter Bau mit frühbarockem Langhaus von 1670, stark überhöhten gotischem Doppelchor unter einem steilen Dach und vorgestelltem gotischem Südturm. | BDA-Hist.: Q38093736 Status: § 2a Stand der BDA-Liste: 2025-06-30 Name: Kath. Pfarrkirche hl. Martin GstNr.: 1 Pfarrkirche Markersdorf                          |
| ja   | Datei hochladen | Pfarrhof Markersdorf HERIS-ID: 60947 Objekt-ID: 73334                                  | Prinzersdorfer Straße 1 Standort KG: Markersdorf | Zweigeschoßiger kubischer Bau unter Walmdach, 1848 erbaut. | BDA-Hist.: Q38093769 Status: § 2a Stand der BDA-Liste: 2025-06-30 Name: Pfarrhof GstNr.: 231                                                                    |
| ja   | Datei hochladen | Dreifaltigkeitssäule HERIS-ID: 60946 Objekt-ID: 73333                                  | Marktplatz 1, gegenüber Standort KG: Markersdorf | Die Figuren auf der 1716 geschaffenen Dreifaltigkeitssäule westlich der Kirche stellen Gott Vater und Christus sitzend mit Kreuz und Taube dar. | BDA-Hist.: Q38093759 Status: § 2a Stand der BDA-Liste: 2025-06-30 Name: Dreifaltigkeitssäule GstNr.: 71 Dreifaltigkeitssäule Markersdorf                        |
| ja   | Datei hochladen | Figurenbildstock, hl. Johannes Nepomuk HERIS-ID: 34555 Objekt-ID: 32888                | Mitterau 55, östlich Standort KG: Mitterau       | Auf einem volutengegliederten Sockel steht eine Statue des hl. Johannes Nepomuk aus dem Jahr 1727. | BDA-Hist.: Q37958800 Status: Bescheid Stand der BDA-Liste: 2025-06-30 Name: Figurenbildstock, hl. Johannes Nepomuk GstNr.: 231                                  |
| ja   | Datei hochladen | Schloss, Gut Mitterau HERIS-ID: 34556 Objekt-ID: 32889                                 | Mitterau 10 Standort KG: Mitterau                | Das Schloss Mitterau, inmitten eines Parks gelegen, erhielt sein äußeres Erscheinungsbild zwischen 1746 und 1755 unter Franz Raimund Graf Montecuccoli. Die vier Trakte, jeweils mit einem Unter- und zwei Obergeschoßen, sind quadratisch angeordnet und wurden aufgrund des weichen Untergrundes auf Piloten errichtet. Die vier runden, deutlich vorgeschobenen Ecktürmchen mit Spitzhelmen sind um ein Halbgeschoß höher als die Dachtraufe. In einem der Türme befindet sich eine Kapelle.                                                                                    | BDA-Hist.: Q2242434 Status: Bescheid Stand der BDA-Liste: 2025-06-30 Name: Schloss, Gut Mitterau GstNr.: 20 Mitterau Castle                                     |